# 354 Eleonora
354 Eleonora è un asteroide della fascia principale del diametro medio di circa 155,17 km. Scoperto nel 1893, presenta un'orbita caratterizzata da un semiasse maggiore pari a 2,7991953 UA e da un'eccentricità di 0,1137220, inclinata di 18,38698° rispetto all'eclittica.
L'origine del suo nome è sconosciuta.